# Щетинина, Анна Александровна
А́нна Алекса́ндровна Щети́нина (урождённая Чижова; род. 27 апреля 1958, Москва) — советский и российский архитектор, художник, дизайнер интерьеров, современный художник.

## Биография
В 1982 году окончила Московский архитектурный институт (МАрхИ). Училась в одной группе с Андреем Балдиным.
В 1991 году открыла своё архитектурно-дизайнерское бюро «Терра». Делает частные интерьеры и крупные объекты. Работала над внутренним оформлением кинотеатра «Ударник» и ресторанов Останкинской башни.
В 1994—1995 годах, выйдя замуж за английского архитектора, жила в Англии.
В 1995 году, приехав погостить из Англии по приглашению друзей в деревню Никола-Ленивец, осталась в России, вышла замуж за основателя колонии художников Никола-Ленивца Василия Щетинина и построила в Никола-Ленивце дом. Дочь Анны Щетининой Юлия Бычкова в 2006 году стала первым куратором фестиваля «Архстояние» в Никола-Ленивце. Сама Анна Щетинина в 2011 году возглавила некоммерческое партнёрство «Никола-Ленивец».
В 2011 году в интервью «Новой газете» сказала о Никола-Ленивце и фестивале «Архстояние»:
Своя ниша у нас уже есть, но в международном плане мы ещё не дотягиваем — ни по умению себя позиционировать, ни по умению работать с властью. Уверена, что фестиваль должен проходить на конкурсной основе, у него должен быть попечительский совет и объективный подход, а не местечковый — это мы уже пережили. Это уже не просто поляна Коли Полисского, Васи Щетинина, Анны Щетининой или остальных, место становится чуть-чуть Стрелкой, Сколково, Винзаводом… Нам интересно делать отдельные объекты и позиционировать их как выставочные, а в течение года делать много небольших презентаций человек на сто. Надо сократить аудиторию мероприятий, но делать их чаще и оставить ежегодный большой тематический фестиваль. Всё только начинается. Будем заниматься новой темой — делать с Николаем Полисским проект «Городище»: восстанавливать исторические объекты национального парка «Угра» — курганы, городища…

### Семья
- Прадед — Фёдор Егорович Чижов (около 1830—1900), городской глава Уфы (1887—1888), потомственный почётный гражданин города Уфы, купец I-й гильдии, благотворитель, меценат.
- Родители:
  - Отец — Александр Фёдорович Чижов (1932—1993), советский физик. Окончил физический факультет МГУ (1956), кандидат физико-математических наук. Начальник экспериментальной лаборатории и экспедиций Центральной аэрологической обсерватории АН СССР в Москве[1].
  - Мать — Людмила Алексеевна Чижова (урождённая Дюбина, р. 1937). Окончила Финансово-экономический институт в Москве, была заместителем главного экономиста ПО «Дзержинец»[1].
- Сестра — Мария Александровна Чижова (р. 1973), архитектор. Окончила МАРХИ[1].
- Мужья:
  - Первый муж (1977—1990) — Василий Владимирович Бычков (р. 1959), советский архитектор, российский предприниматель, общественный и политический деятель. Генеральный директор компании «Экспо-парк», последний директор Центрального дома художника (ЦДХ), член Общественной палаты Российской Федерации[1].
    - Дочь — Юлия Васильевна Бычкова (р. 1979), российский художник, куратор[1].

  - Второй муж (1994—1995) — английский архитектор.
  - Третий муж (1996—2010) — Василий Михайлович Щетинин (1965—2017), российский архитектор, художник, дизайнер[1].

## Участие в творческих организациях
- Член Союза архитекторов России[2]
- Член Союза художников России[2]

## Проекты
- 2008 — Дом над лесом (Парк «Никола-Ленивец», Калужская область, Россия)
- 2011 — Городище и святилище Никола-Ленивец (Национальный парк «Угра»/Парк «Никола-Ленивец», Калужская область, Россия) — архитектор-дизайнер экологической тропы

## Выставки

### Персональные выставки
- 1982 — Выставка в Московском архитектурном институте.[1]
- 1992 — Выставка в галерее Наташи Чорбадзе, Денвер, Колорадо, США.[1]
- 1993 — «Развоплощение», Лаборатория ЦСИ, Москва.[1]

### Групповые выставки
- 1982 — Галерея Фонда Мира, Москва.
- 1984 — Выставка молодёжной секции Московского союза художников, ЦВЗ «Манеж», Москва.[1]
- 1985 — Выставка молодёжной секции Московского союза художников, ЦВЗ «Манеж», Москва.[1]
- 1985 — Выставка графики молодёжной секции Союза художников СССР, выставочный зал Союза художников СССР на Кузнецком мосту, Москва.[1]
- 1986 — Выставка молодёжной секции Московского союза художников, ЦВЗ «Манеж», Москва.[1]
- 1986 — Выставка графики молодёжной секции Союза художников СССР, выставочный зал Союза художников СССР на Кузнецком мосту, Москва.[1]
- 1987 — Выставка молодёжной секции Московского союза художников, ЦВЗ «Манеж», Москва.[1]
- 1987 — Выставка графики молодёжной секции Союза художников СССР, выставочный зал Союза художников СССР на Кузнецком мосту, Москва.[1]
- 1987 — Женская выставка, Кузнецкий мост, Москва.[1]
- 1987 — Выставка молодых московских художников, Рим.[1]
- 1988 — Выставка молодёжной секции Московского союза художников, ЦВЗ «Манеж», Москва.[1]
- 1988 — Выставка графики молодёжной секции Союза художников СССР, выставочный зал Союза художников СССР на Кузнецком мосту, Москва.[1]
- 1988 — Выставка молодых московских художников, Брюссель.[1]
- 1989 — Выставка молодёжной секции Московского союза художников, ЦВЗ «Манеж», Москва.[1]
- 1989 — Выставка графики молодёжной секции Союза художников СССР, выставочный зал Союза художников СССР на Кузнецком мосту, Москва.[1]
- 1989 — Выставка молодых московских художников, Мадрид.[1]
- 1990 — Выставка молодёжной секции Московского союза художников, ЦВЗ «Манеж», Москва.[1]
- 1990 — Выставка графики молодёжной секции Союза художников СССР, выставочный зал Союза художников СССР на Кузнецком мосту, Москва.[1]
- 1990 — Выставка графики художников СССР, Калининград.[1]
- 1990 — Новые советские художники, выставочный зал Общества художников, Пэлл Мэлл, Лондон, Англия.[1]
- 1990 — Летняя выставка, художественная галерея Диорама, Риджентс парк, Лондон, Англия.[1]
- 1991 — Выставка молодёжной секции Московского союза художников, ЦВЗ «Манеж», Москва.[1]
- 1991 — Выставка графики молодёжной секции Союза художников СССР, выставочный зал Союза художников СССР на Кузнецком мосту, Москва.[1]
- 1991 — Выставка русских художников, Галерея Бирмингемского университета, Англия.[1]
- 1991 — Следы на подиуме, галерея «Риджина», Москва.[1]
- 1991 — Выставка в русском центре, Криклвуд, Лондон, Англия.[1]
- 1991 — Последние приобретения. Искусство по государственным программам, Хаммерсмит и Фулам, Лондон, Англия.[1]

## Местонахождение произведений
- Частные галереи России, Англии, США.[1]
- Парк «Никола-Ленивец»